# Luidia hardwicki
Luidia hardwicki är en sjöstjärneart som först beskrevs av Gray 1840.  Luidia hardwicki ingår i släktet Luidia och familjen sprödsjöstjärnor. Inga underarter finns listade i Catalogue of Life.